# Acalolepta griseomicans
Acalolepta griseomicans là một loài bọ cánh cứng trong họ Cerambycidae.